# Higgins trust framework
Higgins trust framework — свободный фреймворк для централизованного хранения аутентификационной информации.
Higgins позволяет разработчикам использовать единое Identity Management API для разных платформ.
Программы, использующие Higgins, позволяют пользователям хранить и разделять их цифровые идентификационные документы, профили и т. п. в централизованном контролируемом хранилище.
Проект Higgins начат SocialPhyiscs.org и получил поддержку, в том числе финансовую, IBM и Novell.
Higgins часто называют также Eclipse trust framework, так как это один из проектов Eclipse Foundation.